# 卢受 (明朝宦官)
卢受（？年—？年），万历时期的司礼监秉笔太监兼东厂提督太监、司礼监掌印太监。

## 生平
嘉靖四十一年（1562年），进入宫廷。
万历二十五年（1597年），升司礼监秉笔太监。
万历四十年（1612年），为东厂提督太监。
万历四十七年（1619年），国子博士徐大相上疏卢受蒙蔽皇帝。
泰昌元年（1620年），司礼监秉笔太监邹义代替提督东厂。
天启元年（1621年），高攀龙上疏“梃击案”卢受为主谋，遭到罢免派往凤阳。